# Ipameri
Ipameri là một đô thị thuộc bang Goiás, Brasil. Đô thị này có diện tích 4368,688 km², dân số năm 2007 là 23984 người, mật độ 5,5 người/km².